# Africa Cup Sevens 2022
El Africa Cup Sevens de 2022 fue la novena edición del torneo de rugby 7 de África.
El torneo otorgó tres plazas para la Copa del Mundo de Rugby 7 de 2022.
Se disputó del 23 al 24 de abril en el Kyadondo Rugby Club de la ciudad de Kampala, Uganda.

## Partidos de clasificación
- Los ganadores y el perdedor con menor diferencia clasifican a la copa de oro, mientras que los 6 perdedores restantes clasifican a la ronda de consuelo.

| 23 de abril | Kenia | 19 - 0 | Senegal |  |  |

| 23 de abril | Uganda | 71 - 0 | Burundi |  |  |

| 23 de abril | Namibia | 19 - 10 | Ghana |  |  |

| 23 de abril | Madagascar | 52 - 0 | Botsuana |  |  |

| 23 de abril | Zimbabue | 12 - 14 | Burkina Faso |  |  |

| 23 de abril | Zambia | 33 - 7 | Camerún |  |  |

| 23 de abril | Túnez | 14 - 7 | Mauricio |  |  |

## Copa de oro

### Grupo A
| Equipo     | Encuentros | Encuentros | Encuentros | Encuentros | Tantos  | Tantos    | Tantos     | Puntos |
| Equipo     | jugados    | ganados    | empatados  | perdidos   | a favor | en contra | diferencia | Puntos |
| ---------- | ---------- | ---------- | ---------- | ---------- | ------- | --------- | ---------- | ------ |
| Zimbabue   | 3          | 2          | 0          | 1          | 86      | 41        | +45        | 7      |
| Kenia      | 3          | 2          | 0          | 1          | 64      | 38        | +26        | 7      |
| Madagascar | 3          | 2          | 0          | 1          | 53      | 47        | +6         | 7      |
| Namibia    | 3          | 0          | 0          | 3          | 24      | 101       | -77        | 3      |

### Grupo B
| Equipo       | Encuentros | Encuentros | Encuentros | Encuentros | Tantos  | Tantos    | Tantos     | Puntos |
| Equipo       | jugados    | ganados    | empatados  | perdidos   | a favor | en contra | diferencia | Puntos |
| ------------ | ---------- | ---------- | ---------- | ---------- | ------- | --------- | ---------- | ------ |
| Uganda       | 3          | 3          | 0          | 0          | 119     | 7         | +112       | 9      |
| Zambia       | 3          | 2          | 0          | 1          | 47      | 55        | -8         | 7      |
| Túnez        | 3          | 1          | 0          | 2          | 17      | 48        | -31        | 5      |
| Burkina Faso | 3          | 0          | 0          | 3          | 17      | 90        | -73        | 3      |

## Semifinal
| 24 de abril | Uganda | 22 - 12 | Kenia |  |  |

| 24 de abril | Zimbabue | 26 - 17 | Zambia |  |  |

### Tercer puesto
| 24 de abril | Kenia | 19 - 12 | Zambia |  |  |

### Final
| 24 de abril | Uganda | 26 - 0 | Zimbabue |  |  |

| Bandera de Uganda |
| Campeón Uganda    |
| Tercer título     |

## Ronda de consuelo

### Grupo A
| Equipo   | Encuentros | Encuentros | Encuentros | Encuentros | Tantos  | Tantos    | Tantos     | Puntos |
| Equipo   | jugados    | ganados    | empatados  | perdidos   | a favor | en contra | diferencia | Puntos |
| -------- | ---------- | ---------- | ---------- | ---------- | ------- | --------- | ---------- | ------ |
| Mauricio | 2          | 2          | 0          | 0          | 47      | 19        | +28        | 6      |
| Botsuana | 2          | 1          | 0          | 1          | 24      | 41        | -17        | 4      |
| Camerún  | 2          | 0          | 0          | 2          | 27      | 38        | -11        | 2      |

### Grupo B
| Equipo  | Encuentros | Encuentros | Encuentros | Encuentros | Tantos  | Tantos    | Tantos     | Puntos |
| Equipo  | jugados    | ganados    | empatados  | perdidos   | a favor | en contra | diferencia | Puntos |
| ------- | ---------- | ---------- | ---------- | ---------- | ------- | --------- | ---------- | ------ |
| Ghana   | 2          | 2          | 0          | 0          | 57      | 0         | +57        | 6      |
| Senegal | 2          | 1          | 0          | 1          | 40      | 10        | +30        | 4      |
| Burundi | 2          | 0          | 0          | 2          | 0       | 87        | -87        | 2      |